# Lucala kommun
Município Lucala är en kommun i Angola.   Den ligger i provinsen Cuanza Norte, i den nordvästra delen av landet, 220 km öster om huvudstaden Luanda.
I omgivningarna runt Município Lucala växer huvudsakligen savannskog. Runt Município Lucala är det glesbefolkat, med 15 invånare per kvadratkilometer.